# Indy Racing League 1999
Indy Racing League 1999 – czwarty sezon amerykańskiej serii wyścigowej IRL. Sezon trwał od 24 stycznia do 17 października. W klasyfikacji generalnej zwyciężył Amerykanin – Greg Ray.

## Kalendarz wyścigów
| Runda | Tor                              | Data            | Dystans           | Czas              | Zwycięzca         | Pole position     | Najdłużej na prowadzeniu | Najszybsze okr.   |
| ----- | -------------------------------- | --------------- | ----------------- | ----------------- | ----------------- | ----------------- | ------------------------ | ----------------- |
| 1     | Walt Disney World Speedway       | 24 stycznia     | 200 okr. 200 mil  | 1:41:14.800       | Eddie Cheever     | Scott Sharp       | Scott Sharp              | Scott Sharp       |
| 2     | Phoenix International Raceway    | 28 marca        | 200 okr. 200 mil  | 1:56:40.052       | Scott Goodyear    | Greg Ray          | Scott Goodyear           | Scott Goodyear    |
|       | Lowe’s Motor Speedway            | 1 maja          | wyścig przerwany* | wyścig przerwany* | wyścig przerwany* | wyścig przerwany* | wyścig przerwany*        | wyścig przerwany* |
| 3     | Indianapolis Motor Speedway      | 30 maja         | 200 okr. 500 mil  | 3:15:51.182       | Kenny Bräck       | Arie Luyendyk     | Kenny Bräck              | Greg Ray          |
| 4     | Texas Motor Speedway             | 12 czerwca      | 208 okr. 312 mil  | 2:00:06.816       | Scott Goodyear    | Mark Dismore      | Greg Ray                 | Sam Schmidt       |
| 5     | Pikes Peak International Raceway | 27 czerwca      | 200 okr. 200 mil  | 1:29:28.676       | Greg Ray          | Greg Ray          | Greg Ray                 | Mark Dismore      |
| 6     | Atlanta Motor Speedway           | 17 lipca        | 208 okr. 320 mil  | 2:12:15.235       | Scott Sharp       | Billy Boat        | Scott Goodyear           | Jaques Lazier     |
| 7     | Dover International Speedway     | 1 sierpnia      | 200 okr. 200 mil  | 1:45:01.503       | Greg Ray          | Mark Dismore      | Mark Dismore             | Mark Dismore      |
| 8     | Pikes Peak International Raceway | 29 sierpnia     | 200 okr. 200 mil  | 1:28:35.633       | Greg Ray          | Greg Ray          | Greg Ray                 | Buddy Lazier      |
| 9     | Las Vegas Motor Speedway         | 26 września     | 208 okr. 312 mil  | 2:29:50.204       | Sam Schmidt       | Sam Schmidt       | Kenny Bräck              | Tyce Carlson      |
| 10    | Texas Motor Speedway             | 17 października | 208 okr. 312 mil  | 2:14:15.722       | Mark Dismore      | Greg Ray          | Scott Goodyear           | Scott Goodyear    |

* – Wyścig został przerwany po wypadku w wyniku którego zginęło troje kibiców. Jego wyniki nie zostały wliczone do klasyfikacji ani nie są uwzględniane w statystykach.

## Klasyfikacja
| Miejsce | Kierowca              | Zespół                  | Podwozie      | Silnik            | Suma punktów | WDW | PHO | IND | TX1 | PP1 | ATL | DOV | PP2 | LVG | TX2 |
| ------- | --------------------- | ----------------------- | ------------- | ----------------- | ------------ | --- | --- | --- | --- | --- | --- | --- | --- | --- | --- |
| 1       | Greg Ray              | Team Menard             | Dallara       | Oldsmobile Aurora | 293          | 11  | 12  | 11  | 42  | 55  | 9   | 51  | 55  | 9   | 38  |
| 2       | Kenny Bräck           | A.J. Foyt Enterprises   | Dallara       | Oldsmobile Aurora | 256          | 8   | 6   | 52  | 17  | 26  | 35  | 35  | 20  |     |     |
| 2       | Kenny Bräck           | A.J. Foyt Enterprises   | G-Force       | Oldsmobile Aurora | 256          |     |     |     |     |     |     |     |     | 43  | 14  |
| 3       | Mark Dismore          | Kelley Racing           | Dallara       | Oldsmobile Aurora | 240          | 28  | 28  | 14  | 27  | 10  | 13  | 20  | 36  | 12  | 52  |
| 4       | Davey Hamilton        | Galles Racing           | G-Force       | Oldsmobile Aurora | 237          | 24  |     |     |     |     |     |     |     |     |     |
| 4       | Davey Hamilton        | Barnhart Motorsports    | Dallara       | Oldsmobile Aurora | 237          |     | 3   |     |     |     |     |     |     |     |     |
| 4       | Davey Hamilton        | Galles Racing           | Dallara       | Oldsmobile Aurora | 237          |     |     | 19  | 26  | 35  | 26  | 7   | 40  | 17  | 40  |
| 5       | Sam Schmidt           | Treadway Racing         | G-Force       | Oldsmobile Aurora | 233          | 3   | 22  | 1   | 35  | 40  | 9   | 30  | 32  | 53  | 8   |
| 6       | Buddy Lazier          | Hemelgarn Racing        | Dallara       | Oldsmobile Aurora | 224          | 20  | 12  | 26  | 16  | 30  | 9   | 40  | 32  | 19  | 20  |
| 7       | Eddie Cheever         | Team Cheever            | Dallara       | Oldsmobile Aurora | 222          | 50  | 13  |     |     |     |     |     |     |     |     |
| 7       | Eddie Cheever         | Team Cheever            | Dallara       | Nissan Infiniti   | 222          |     |     | 12  | 14  | 32  | 28  | 9   | 19  | 13  | 32  |
| 8       | Scott Sharp           | Kelley Racing           | Dallara       | Oldsmobile Aurora | 220          | 37  | 24  | 2   | 22  | 24  | 50  | 10  | 8   | 32  | 11  |
| 9       | Scott Goodyear        | Panther Racing          | G-Force       | Oldsmobile Aurora | 217          | 40  | 53  | 3   | 50  | 18  | 16  | 13  | 9   | 5   | 10  |
| 10      | Robby Unser           | Team Pelfrey            | Dallara       | Oldsmobile Aurora | 209          | 15  | 4   | 24  | 28  | 28  | 40  | 18  | 22  | 14  | 16  |
| 11      | Jeff Ward             | ISM Racing              | G-Force       | Oldsmobile Aurora | 206          | 35  |     |     |     |     |     |     |     |     |     |
| 11      | Jeff Ward             | Pagan Racing            | Dallara       | Oldsmobile Aurora | 206          |     | 40  | 40  | 12  | 22  | 4   | 17  | 7   | 20  | 9   |
| 12      | Billy Boat            | A.J. Foyt Enterprises   | Dallara       | Oldsmobile Aurora | 204          | 22  | 32  | 36  | 6   | 6   | 23  | 32  | 17  | 8   | 22  |
| 13      | Buzz Calkins          | Bradley Motorsports     | G-Force       | Oldsmobile Aurora | 201          | 13  |     | 11  | 22  | 16  | 30  | 24  | 15  | 30  | 24  |
| 13      | Buzz Calkins          | Bradley Motorsports     | Dallara       | Oldsmobile Aurora | 201          |     | 16  |     |     |     |     |     |     |     |     |
| 14      | Scott Harrington      | Harrington Motorsports  | Dallara       | Nissan Infiniti   | 165          | 5   | 30  | –   |     |     |     |     |     |     |     |
| 14      | Scott Harrington      | Harrington Motorsports  | Dallara       | Oldsmobile Aurora | 165          |     |     |     | 4   | 11  | 15  | 28  | 28  | 16  | 28  |
| 15      | Stéphane Grégoire     | Dick Simon Racing       | G-Force       | Oldsmobile Aurora | 162          | 14  | 20  | –   | 32  | 19  | 6   | 16  | 16  | 24  | 15  |
| 16      | Robby McGehee         | Conti Racing            | Dallara       | Oldsmobile Aurora | 156          | –   | –   | 30  | 11  | 5   | 16  | 22  | 26  | 28  | 18  |
| 17      | John Hollansworth Jr. | TeamXtreme Racing       | Dallara       | Oldsmobile Aurora | 146          | 11  | 15  | 17  | 10  | 16  | 11  | 11  | 14  | 11  | 30  |
| 18      | Jaques Lazier         | DR Motorsports          | G-Force       | Nissan Infiniti   | 144          | –   | 2   | –   |     |     |     |     |     |     |     |
| 18      | Jaques Lazier         | Truscelli Racing        | G-Force       | Oldsmobile Aurora | 144          |     |     |     | 8   | 20  | 18  | 26  | 18  | 26  | 26  |
| 19      | Tyce Carlson          | Blueprint-Immke Racing  | Dallara       | Oldsmobile Aurora | 139          | 18  | 7   | 16  | 10  | 7   | 10  | 19  | 13  | 22  | 17  |
| 20      | Eliseo Salazar        | Nienhouse Motorsports   | G-Force       | Oldsmobile Aurora | 137          | –   | 10  | 1   | 30  | 10  | 32  | 12  | 11  | 18  | 13  |
| 21      | Donnie Beechler       | Cahill Racing           | Dallara       | Oldsmobile Aurora | 130          | 4   | 19  | 1   | 13  | 8   | 24  | 20  | 10  | 12  | 19  |
| 22      | Robbie Buhl           | Sinden Racing           | Dallara       | Nissan Infiniti   | 114          | 10  | 35  |     |     |     |     |     |     |     |     |
| 22      | Robbie Buhl           | A.J. Foyt Enterprises   | Dallara       | Oldsmobile Aurora | 114          |     |     | 28  | –   | –   | –   | –   | –   |     |     |
| 22      | Robbie Buhl           | Tri-Star Motorsports    | Dallara       | Oldsmobile Aurora | 114          |     |     |     |     |     |     |     |     | 35  | 6   |
| 23      | Raúl Boesel           | McCormack Motorsports   | G-Force       | Oldsmobile Aurora | 98           | 31  | 11  |     |     |     |     |     |     |     |     |
| 23      | Raúl Boesel           | Brant Motorsports       | Riley & Scott | Oldsmobile Aurora | 98           |     |     | 18  | 7   | 12  | 19  | –   | –   | –   | –   |
| 24      | Jimmy Kite            | McCormack Motorsports   | G-Force       | Oldsmobile Aurora | 86           | –   | –   | 6   | 5   | 15  | 22  | 14  | 24  | –   | –   |
| 25      | Steve Knapp           | PDM Racing              | G-Force       | Oldsmobile Aurora | 69           | 26  |     |     |     |     |     |     |     |     |     |
| 25      | Steve Knapp           | ISM Racing              | G-Force       | Oldsmobile Aurora | 69           |     | 5   | 4   | 18  | 13  | 3   | –   | –   | –   | –   |
| 26      | Ronnie Johncox        | Tri-Star Motorsports    | Dallara       | Oldsmobile Aurora | 59           | –   | –   | –   | 19  | –   | 5   | 10  | 6   | 15  | 4   |
| 27      | Johnny Unser          | Hemelgarn Racing        | Dallara       | Oldsmobile Aurora | 57           | –   | –   | 1   | 15  | 17  | 17  | –   | –   | 7   | –   |
| 28      | John Paul Jr.         | Byrd-Cunningham Racing  | G-Force       | Oldsmobile Aurora | 39           | 19  | 8   | –   | –   | –   | –   | –   | –   | –   |     |
| 28      | John Paul Jr.         | McCormack Motorsports   | G-Force       | Oldsmobile Aurora | 39           |     |     |     |     |     |     |     |     |     | 12  |
| 29      | Roberto Moreno        | Truscelli Racing        | G-Force       | Oldsmobile Aurora | 38           | –   | 28  | 10  | –   | –   | –   | –   | –   | –   | –   |
| 30      | Roberto Guerrero      | Cobb Racing             | G-Force       | Nissan Infiniti   | 36           | 17  | 14  | 5   | –   | –   | –   | –   | –   | –   | –   |
| 31      | Robby Gordon          | Team Menard             | Dallara       | Oldsmobile Aurora | 32           | –   | –   | 32  | –   | –   | –   | –   | –   | –   | –   |
| 32      | Andy Michner          | Brant Racing            | Riley & Scott | Oldsmobile Aurora | 29           | 12  | 17  | –   | –   | –   | –   | –   | –   | –   | –   |
| 33      | Tony Stewart          | Tri-Star Motorsports    | Dallara       | Oldsmobile Aurora | 22           | –   | –   | 22  | –   | –   | –   | –   | –   | –   | –   |
| 34      | Hideshi Matsuda       | Beck Motorsports        | Dallara       | Oldsmobile Aurora | 20           | –   | –   | 20  | –   | –   | –   | –   | –   | –   | –   |
| 35      | Stan Wattles          | Metro Racing            | Riley & Scott | Oldsmobile Aurora | 19           | 6   | –   |     |     |     |     |     |     |     |     |
| 35      | Stan Wattles          | Metro Racing            | Dallara       | Oldsmobile Aurora | 19           |     |     | 13  | –   | –   | –   | –   | –   | –   | –   |
| 36      | Marco Greco           | Phoenix Racing          | G-Force       | Oldsmobile Aurora | 18           | –   | 18  | –   | –   | –   | –   | –   | –   | –   | –   |
| 37      | Brian Tyler           | Truscelli Racing        | G-Force       | Oldsmobile Aurora | 16           | 16  | –   | –   | –   | –   | –   | –   | –   | –   | –   |
| 38      | Jeret Schroeder       | Cobb Racing             | G-Force       | Nissan Infiniti   | 15           | –   | –   | 15  | –   | –   | –   | –   | –   | –   | –   |
| 39      | Jack Miller           | Tri-Star Motorsports    | Dallara       | Oldsmobile Aurora | 13           | –   | –   | 1   | –   | –   | 12  | –   | –   | –   | –   |
| 40      | Bobby Regester        | Truscelli Racing        | G-Force       | Oldsmobile Aurora | 12           | –   | –   | –   | –   | –   | –   | –   | 12  | –   | –   |
| 41      | Arie Luyendyk         | Treadway Racing         | G-Force       | Oldsmobile Aurora | 11           | –   | –   | 11  | –   | –   | –   | –   | –   | –   | –   |
| 42      | Doug Didero           | Mid America Motorsports | Dallara       | Oldsmobile Aurora | 10           | –   | –   | –   | –   | –   | –   | –   | –   | –   | 10  |
| 43      | Niclas Jönsson        | Blueprint Racing        | G-Force       | Oldsmobile Aurora | 9            | –   | –   | –   | –   | –   | –   | –   | –   | 6   | 3   |
| 44      | Gualter Salles        | Tri-Star Motorsports    | Dallara       | Oldsmobile Aurora | 7            | 7   | –   | –   | –   | –   | –   | –   | –   | –   | –   |
|         | Wim Eyckmans          | Team Cheever            | Dallara       | Oldsmobile Aurora | 7            | –   | –   | 7   | –   | –   | –   | –   | –   | –   | –   |
| 46      | Sarah Fisher          | Team Pelfrey            | Dallara       | Oldsmobile Aurora | 5            | –   | –   | –   | –   | –   | –   | –   | –   | –   | 5   |
| 47      | Willy T. Ribbs        | McCormack Motorsports   | G-Force       | Oldsmobile Aurora | 4            | –   | –   | –   | –   | –   | –   | –   | –   | 4   | –   |
| 48      | Jason Leffler         | Treadway Racing         | G-Force       | Oldsmobile Aurora | 2            | 2   | –   | –   | –   | –   | –   | –   | –   | –   | –   |